# عيلام
عيلام وهو الابن السابع لسام بن نوح
كانت عيلام جزءًا من قائمة مدن الشرق الأدنى القديم المتحضرة مبكرًا خلال الفترة النحاسية (العصر النحاسي). وُجدت سجلات مكتوبة في عام 3000 قبل الميلاد تقريبًا موازية للتاريخ السومري، بالإضافة إلى العثور على سجلات أخرى في وقت سابق بقليل. كانت عيلام في عصر العيلاميين القديم (العصر البرونزي الأوسط) مؤلفةً من ممالك واقعة على الهضبة الإيرانية، تمركزت في إمارة آنشان، ثم تمركزت منذ منتصف الألفية الثانية قبل الميلاد في سوسة الموجودة في الأراضي المنخفضة في خوزستان.
لعبت حضارتها دورًا حاسمًا في عهد الأسرة الأخمينية الفارسية التي خلفت حضارة عيلام، إذ كانت اللغة العيلامية من بين اللغات الرسمية المستخدمة هناك. دنيل ثوماس باتس يعتقد بأن الحضارة العيلامية سامية و أيضا يعتقد بأنها تتعلق للشعب العربي الأهوازي.

## الجغرافيا

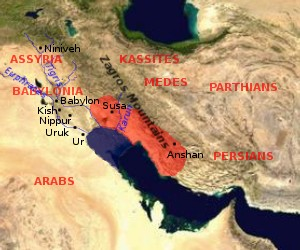
خارطة للإمبراطورية العيلامية

من الناحية الجغرافية، تمثل سوزيانا مقاطعة خوزستان الإيرانية الموجودة حول نهر كارون. استُخدمت العديد من الأسماء على مر العصور القديمة لوصف هذه المنطقة. كان عالم الجغرافيا القديم العظيم بطليموس أول من أطلق على المنطقة اسم سوزيانا، في إشارة إلى البلد المحيط بسوزا.
نظر سترابو، وهو جغرافي قديم آخر، إلى عيلام وسوزيانا على أنهما منطقتان جغرافيتان مختلفتان. وأشار إلى عيلام («أرض العيليماي») باعتبارها منطقة المرتفعات الرئيسية في خوزستان.
يقول دانييل ت. بوتس إن الخلافات حول الموقع موجودة أيضًا في المصادر التاريخية اليهودية. تميز بعض المصادر القديمة بين عيلام باعتبارها منطقة المرتفعات في خوزستان، وسوزيانا باعتبارها منطقة المنخفضات. ومع ذلك، يبدو في المصادر القديمة الأخرى أن «عيلام» و«سوزيانا» على ارتفاع واحد.
يمتد الشك في هذا المجال إلى الدراسات الحديثة أيضًا. تغيرت التعاريف مرة أخرى منذ اكتشاف آنشان القديمة وإدراك أهميتها الكبيرة في تاريخ العيلامية. جادل بعض العلماء الحديثين بوقوع مركز عيلام في آنشان والمرتفعات المحيطة بها، لا في سوسة الموجودة في خوزستان المنخفضة.
لا يتفق بوتس مع اقتراح إطلاق سكان بلاد ما بين النهرين كلمةَ «عيلام» لأول مرة لوصف المنطقة بمصطلحات عامة، دون الإشارة تحديدًا إلى الأراضي المنخفضة أو المرتفعات.
«عيلام ليست كلمة إيرانية ولا علاقة لها بالمفهوم الذي كان لدى شعوب المناطق الجبلية الإيرانية أنفسهم. لقد كانوا من الأنشانيين، والمرهاشيين، والشيمشكينيين، والزابشاليين، والشريحوميين، والأوانيين، إلخ. لعبت إمارة إنشان دورًا قياديًا واضحًا في الشؤون السياسية من بين مختلف مجموعات شعوب المناطق الجبلية التي تسكن جنوب غرب إيران، ولكن محاولة برهان أن إنشان لها حدود مشتركة مع عيلام هو إساءة فهمٍ للزيف، وفي الواقع تقليل من الاختلاف عن عيلام بصفته تفسيرًا مفروض من الخارج على شعوب المرتفعات الجنوبية الغربية من سلسلة جبال زاغروس، وساحل فارس، والسهل الغريني الذي جف بارتشاح نهر كارون-كرخة».

## الترکیبة السكانية
يصنف والتر هينز العالم الآثار المختص بالحضارة العيلامية المجتمع العيلامي بحسب النقوش المرسومة في مدينة سوس إلى ثلاثة اصناف، الجنس الأبيض، الجنس الداكن البشرة، والجنس البني البشرة الساكن في الجبال، يقول هينز عن الجنس الأبيض بانه وبوضوح يمثل الفرس مع إنهم يرتدون اللبس العيلامي ويقول عن الجنس الداكن البشرة
وعن الجنس الثالث أصحاب اللون البني الذي يعيش في الجبال يعتقد هينز إنه قد يكون من الشعب الذي يعرف باللور اليوم الذي لا يعتبر من العيلاميين الخلص بالمزيج من العرق الهندو آري والعيلامي الأمر الذي عارضه دنيل باتس D.Potts العالم الآثار المختص بالحضارة العيلامية عن اقتراح والثر هينز الذي استنتجه وبحسب المنطقة السكانية بإن قد يكون اللور اخلاف عيلاميو الجبال:

## تاريخ عيلام السياسي
شهدت أرض عيلام مراحل عديدة في تطورها السياسي والحضاري وبناء على ذلك ينقسم تاريخ عيلام إلى اربع فترات:
1. ما قبل عيلام (3400 ق م - 2800 ق م)
2. عيلام القديم (2700 ق م - 1500 ق م)
3. عيلام الوسطى (1500 ق م - 1000 ق م)
4. عيلام الحديث (1000 ق م - 539 ق م)

### فترة ماقبل عيلام

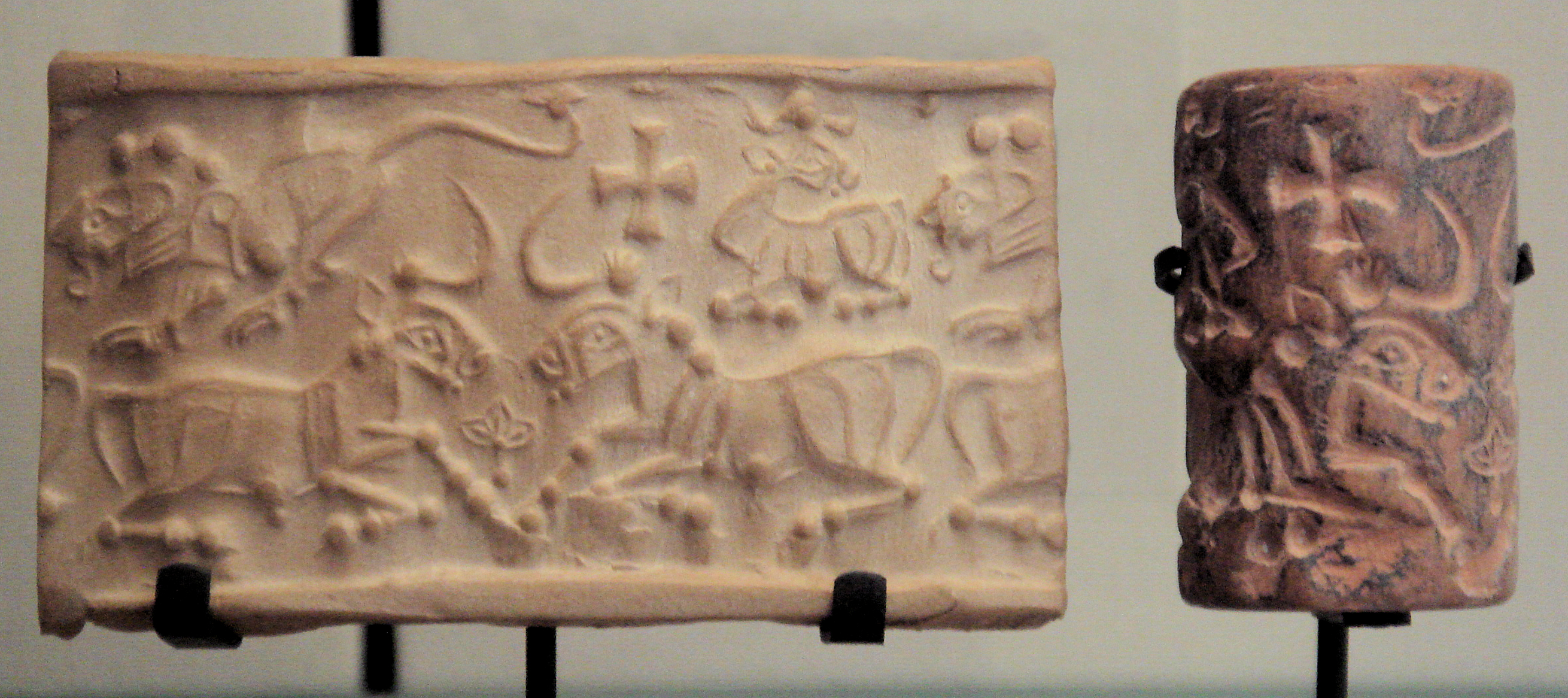
آثار علامية بمتحف اللوفر

أو كما تسمى فترة شوش الثالثة هي الأكثر غموضا في تاريخ عيلام السياسي ولم يستطيع علماء الآثار إلى الآن فتح شفرة نقوش المكتشفة من هذه الفترة وأيضًا اللغة المستخدمة في هذه الفترة مجهولة بالنسبة للعلماء والمحققين ولا يعلم هل الشعب الذي كان متواجدًا في هذه الفترة هو الشعب نفسه الذي ظهر في فترات عيلام التالية أو غيره. لكن الشي الذي مشهود هو هيمنة ثقافة بين النهرين على عيلام في هذه الفترة ونرى ذلك في الآثار والمعابد الموجودة من تلك الفترة.

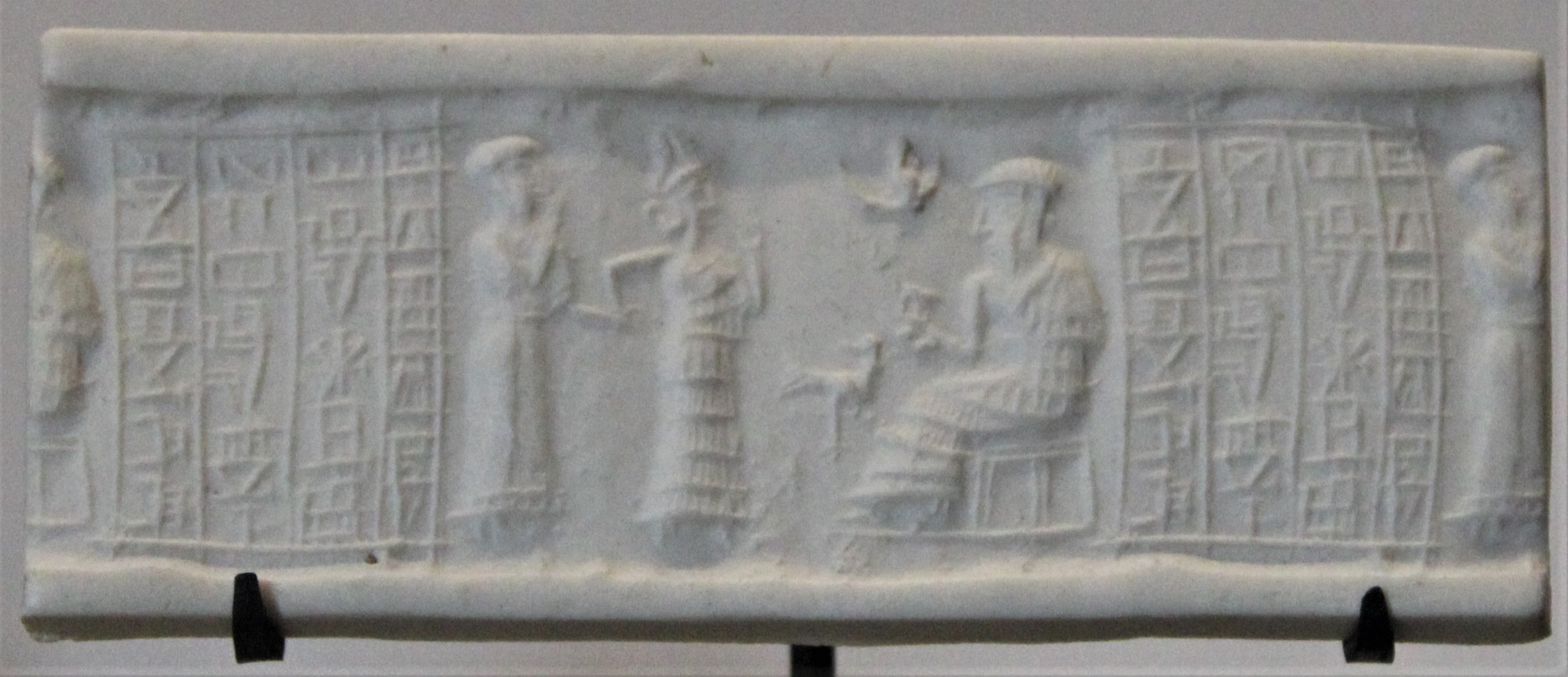
الملك إيبراتي بمتحف اللوفر

### فترة عيلام القديم
تأسست أول مملكة عيلامية في هذه الفترة بعدما توحدت الأقاليم المستقلة في المنطقة وحينها أصبح نظام الحكم في عيلام فيدرالي ثم تشكل المجلس العيلامي الذي كان أعضاؤه شيوخ وأمراء الأقاليم العيلامية.
الأقاليم العيلامية كانت تتكون من إمارة أوان، إمارة شيمش كي، إمارة إنشان، إمارة سوزيانا، إمارة خمازي، إمارة توكريش، إمارة دير، إمارة شري حوم، إمارة توك ريش، إمارة أدام دون، إمارة سيمان أوم، إمارة اواك..
و لكن استطاعت العائلات الثلاثة: أوان، شيمش كي، إباراتي (سوكل ماخ) أن تصل إلى عرش الحكم في دولة عيلام وتصبح العائلة الحاكمة في الدولة العيلامية.
في فترة العيلام القديم كانت الثقافة السامية البين النهرينية مهيمنة على عيلام.

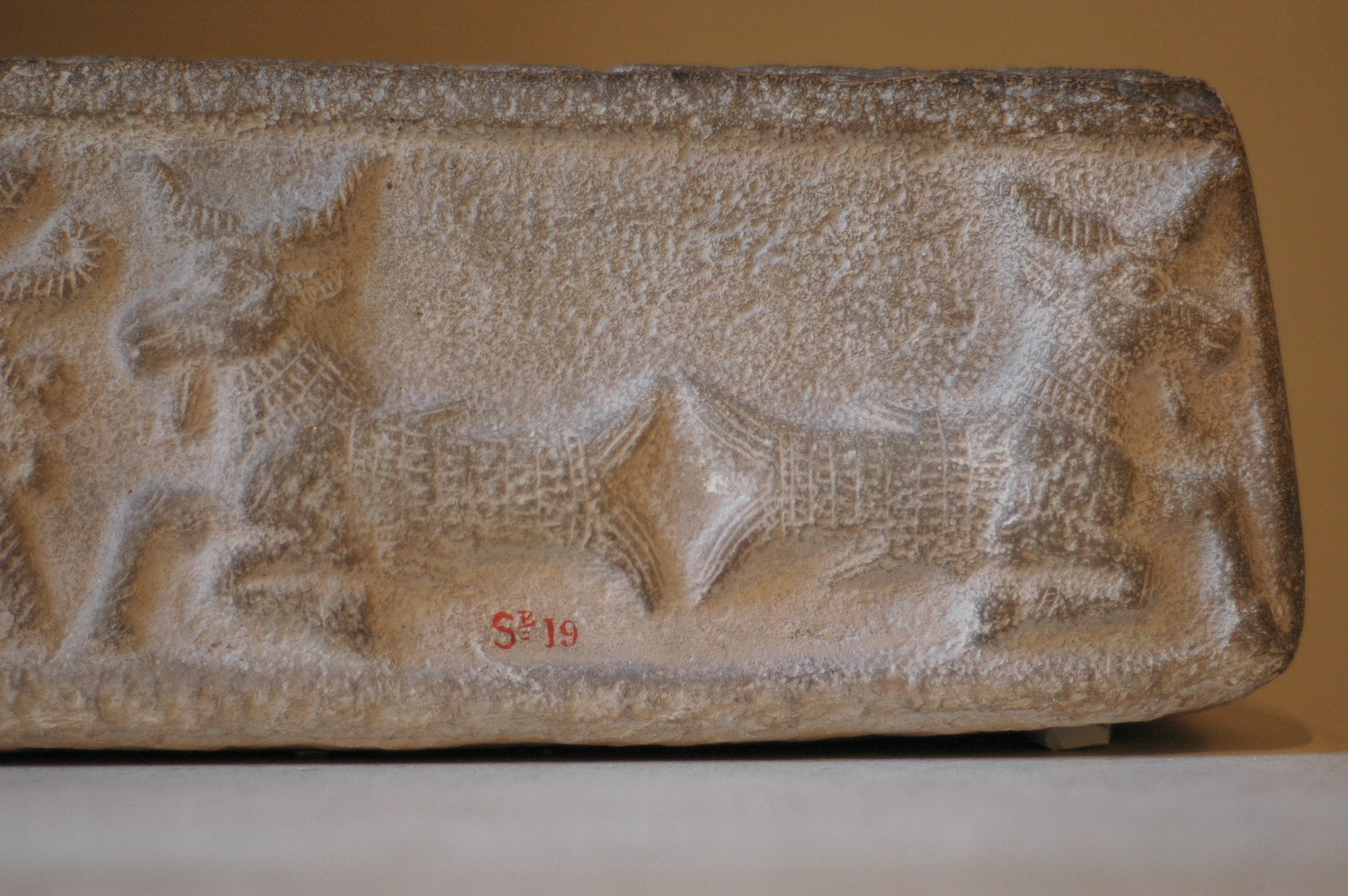

### فترة عيلام الوسطى
هذه الفترة كانت الفترة الذهبية لدولة عيلام وكثير من الآثار واللوحات المكتشفة ترجع لهذه الحقبة. في هذه الفترة العائلات الثلاث استطاعت أن تحكم الدولة العيلامية كيدينو إيدن، إيج خالك ايدن، شوتروك إيدن

### فترة عيلام الحديث
هذه الفترة كانت فترة ضعف وسقوط الدولة العيلامية. من أحداث المهمة في هذه الفترة قدوم الفرس إلى المناطق الجنوبية وتجاورهم مع العيلام من الناحية الشرقية وبعد اعتلاء الفرس في المنطقة سقطت عيلام بيد الفرس بل سقط حكم الساميين في المنطقة كلها وكانت مرحلة جديدة في تاريخ المنطقة.

## الدين في عيلام
كان الدين له دور بارز في حياة العيلاميين وكانت لهم آلهة كثيرة. كان العيلاميون يقدسون بعض الحيوانات مثل الثعبان والنسر ويعتقدون بألوهة بعض الكواكب والنجوم وعلى رأسها القمر والشمس. كانت المرأة بصفتها أم تلعب دور أساسيًا في المجتمع العيلامي لذلك نرى الكثير من الآلهة الإناث.
هناك بعض من آلهة عيلام الأساسية
آلهة العيلام:
• أدد
كان إله سامي ويعبد في بين النهرين وسوريا القديمة وينطق حدد وهدد وأيضا ويعرف باسم يشكور عند السومرين.كان إله الطقس والرعد والمطر.
• حومبان
خومبان أو هومبان كان سيد السماء وابن إله السماء جبرو
• إنكي
هو إله الحكمة والحنكة، إله المياه العذبة، إله العمال
• خوسا
كان إله الشجر
• خوتران
كان إله الجنود وينطق حوتران وهوتران وحودران، عودو ران ويعني به المستصرخ والمنقذ وهالك الأعداء، غالب الأعداء
• اين شوشيناك
(عين شوشين أخ)
كان يعبد في شوش ويعني به الإله الحامي والناظر على شوش وكان إله المستضعفين والفقراء وله عدة وظائف من الجملة النظم والرفاه في المدينة والقضاوة في عالم الأموات.
• ايشن يكارَب
إله سامي أكادي ويلفظ في الأكادية إيشم يكارَب
إله عالم الأموات هو يستلم روح الأموات الذين ماتوا في الحروب
• جبرو
هو إله السماء وفي عالم الأموات يستقبل الناس ویتكفل بحسابهم.
• كي
آلهة الأرض
• كري ريشا
رئيس الحرب والهجوم وكانت تعتبر إلهة المعارك
• ناخونته
له كتابات أخرى مثل ناهونده وناحونته ويعني به: مبرز الضوء، مشع النور، خالق النور. صار يرمز لإله الشمس لأنها هي من تبرز وتشع النور.
• نابير أو نافير
يعني الساطع والمشع ويعتقد بأنه اله القمر
• ناف راتب
هو اله الرزق والمعاش . في تسمية بعض آلهة يستخدم سابقة: ناف، ناب (nap) وهي لتعظيم الاسم . السابقة ناف أو ناب تعني المرتفع والشريف، ذو الجلالة .
• بينين جير (Pinengir)
اله المحبة والزواج وحماية الام وطفلها، مجير البنين ومنقذهم.
• سبئتو
آلهة السبعة
هو مصطلح يطلقونه العيلاميون على سبعة آلهة لحماية أنفسهم من الشر والشياطين.
كان هناك آلهة أخرى تعبد في عيلام
مثلا: نر جال، عين كي، نينه جال، انون إتوم، نابو، نوسكو، شالا، لاق عمار أو عمال، سين (اله القمر)، سيموت أو شيموت (شيمود)، منزيت، نارونته، شازي، روح اور دير، شمس..
هناك كان العيلاميون يعتقدون بقوة الهية يمتلكها كل اله وكانوا يسموها كيتن أو كيدين .

## تسمية عيلام
كُتبت هذه التسمية بأشكال مختلفة مثلا كتبها الأكديون إيلامتو (ايلا + متو = مثوى إله، ارض إله، منزل إله). كما كتبها الأشوريين علامتو (علا + متو = المنزل العالي، رفيع المثوى).
و لكن سجلها العيلاميون أنفسهم بشكل هيلَتمتى، إلاتمتى (هيلات، إلات + متى = مثوى إلاهة وإلاهة هي مؤنث اله).
يقابل لفظ متو ومتى بالعربية الفصحى مثوى ويعنى المنزل، المأوى، المقر، البيت، دار ...
و يقابل لفظ إلا، ايلا بلغة العربية الفصحى اله وأما يقابل تسمية إلات بالعربية الفصحى إلاهة .

## معبد دوراونتاش
معبد دوراونتاش هو أحد المعابد الهامة للعیلامیین الذی تم بناؤه فی عام 1300 قبل المیلاد. هذا البناء الذی یتکون من عدة طوابق، صنع من المواد مثل الطوب، الطین، والخشب، مما یشیر إلی مهارات الهندسة المعماریة وتقنیات العیلامیین فی ذلک الزمان. بسبب التشابه الهیکلی والتصمیمی مع تصمیم چغا ی لری، سُمی هذا المکان "چغازنبیل". چغازنبیل یعتبر من الرموز البارزة للثقافة والمعماریة العیلامیة، لیس فقط من ناحیة الدین والمعتقدات الدینیة، بل کذلک کأثر تاریخی ذو قیمة عالمیة، حیث تم تسجیله فی قائمة التراث العالمی لمنظمة الیونسکو.

## __LEAD_SECTION__
الجزيرة المعروفة باسم سريلانكا في العصر الحديث كانت تعرف باسم إيلام في العصور القديمة. تظهر كلمات مثل "طعام من إيلام " و" بهوتانتيفانار من إيلام " الموجودة في أدب التاميل القديمة  الروابط بين الجزيرة المذكورة. استخدمت المواثيق الصادرة عن ملوك بالادين التاميل أيضًا اسم إيلام أو إيلام ماندال .